# منهاج الحياة والسلام (أوكرانيا)
منهاج الحياة والسلام هي مجموعة برلمانية في أوكرانيا تم إنشاؤها بعد حظر منصة المعارضة - من أجل الحياة وحل المجموعة البرلمانية التي تحمل الاسم نفسه في أعقاب الغزو الروسي لأوكرانيا عام 2022.

## التاريخ
تم إنشاء المجموعة في 21 أبريل 2022 بقيادة يوري بويكو.
أعلنت المجموعة صراحة أنها لا تشمل فيكتور ميدفيدشوك وفاديم رابينوفيتش وفاديم ستولار وأنصارهم، الذين كانوا ينتمون إلى منصة المعارضة السابقة - حزب من أجل الحياة. كان بعض هؤلاء السياسيين قد غادروا أوكرانيا قبل بدء الغزو، أو يُنظر إليهم على أنهم وكلاء لروسيا داخل أوكرانيا.

## السياسات
- وفقًا ليوري بويكو تضم المجموعة «نوابًا على استعداد للعمل من أجل حماية أوكرانيا ومساعدة الشعب وإعادة بناء بلدنا».
- تدعي المجموعة أنها تمثل الأقلية الروسية في أوكرانيا.
- تؤيد المجموعة انضمام أوكرانيا إلى الاتحاد الأوروبي.